# Тригерос, Ману
Мануэль Тригерос Муньос (исп. Manuel Trigueros Muñoz; 17 октября 1991, Талавера-де-ла-Рейна) — испанский футболист, полузащитник клуба «Гранада».

## Клубная карьера
Родившийся в городе Талавера-де-ла-Рейна, провинция Толедо, Тригерос начинал свою футбольную карьеру в клубе «Реал Мурсия», выступая за её вторую команду. Из «Мурсии» Тригерос ушёл в июне 2010 года, когда основная команда покинула Сегунду по итогам сезона 2009/10. Впоследствии он подписал контракт с «Вильярреалом», присоединившись к его третьей команде.
Официально Тригерос дебютировал в составе «Вильярреала Б» 4 июня 2011 года, отыграв 30 минут в проигрышном (1-2) гостевом матче против «Бетиса» в рамках Сегунды. 11 февраля 2012 года он забил свой первый мяч за «Вильярреал Б», который стал лишь голом престижа в гостевом поражении (1-3) от «Сабаделя». В Сегунде 2011/12 Тригерос регулярно выходил на поле в составе «Вильярреала Б», который финишировал на 12-м месте, но вынужден был покинуть Сегунду, так как туда вылетела основная команда клуба, занявшая 18-е место в Примере.
В июне 2012 года Тригерос стал игроком основной команды «Вильярреала», таким образом он продолжил свои выступления в Сегунде. В сезоне 2012/13 он провёл 36 матчей, отметившись тремя голами , тем самым внеся свой вклад в возвращение «Вильярреала» в Примеру.
В примере Тригерос же дебютировал 19 августа 2013 года, заменив на 53-й минуте Томаса Пину в гостевом победном (3-2) матче против «Альмерии». Первый же свой гол в Примере Тригерос забил в домашнем матче против «Осасуны», состоявшемся 3 февраля 2014 и завершившийся победой хозяев (3-1).

## Достижения
«Вильярреал»
- Победитель Лиги Европы УЕФА: 2020/21